# Kirtorf
Kirtorf is een gemeente in de Duitse deelstaat Hessen, en maakt deel uit van het district Vogelsbergkreis.
Kirtorf telt 3.151 inwoners.

## Indeling stad
De stad bestaat uit de volgende delen:
- Arnshain, vanaf 01 augustus 1972[2]
- Gleimenhain, vanaf 1971
- Heimertshausen, vanaf 01 augustus 1972[2]
- Kirtorf
- Lehrbach
- Ober-Gleen
- Wahlen

Alsfeld ·
Antrifttal ·
Feldatal ·
Freiensteinau ·
Gemünden (Felda) ·
Grebenau ·
Grebenhain ·
Herbstein ·
Homberg (Ohm) ·
Kirtorf ·
Lauterbach (Hessen) ·
Lautertal (Vogelsberg) ·
Mücke ·
Romrod ·
Schlitz ·
Schotten ·
Schwalmtal ·
Ulrichstein ·
Wartenberg